# Uddevalla östra
Uddevalla östra (szwedzki: Uddevalla östra station) – przystanek kolejowy w Uddevalla, w regionie Västra Götaland, w Szwecji. Znajduje się na Bohusbanan i obsługuje wyłącznie pociągi relacji Göteborg – Strömstad. Znajduje się blisko Uddevalla gymnasieskola i Högskolecentrum Bohuslän.
Pod koniec 2010 przystanek przeszedł renowację.

## Linie kolejowe
- Bohusbanan